# Коняво
Коняво е село в Западна България. То се намира в община Кюстендил, област Кюстендил.

## География
Село Коняво се намира в Кюстендилската котловина, на североизток от гр. Кюстендил, на шосето София – Кюстендил – Скопие и отклонението за гр. Бобов дол, в югозападните поли на Конявската планина. Купно село.
Климат: умерен, преходно-континентален.
През годините селото принадлежи към следните административно-териториални единици: община Коняво (1949 – 1978) и община Кюстендил (от 1978 г.). 

## Население
| Година    | 1880 | 1900 | 1920 | 1926 | 1934 | 1946 | 1956 | 1965 | 1975 | 1984 | 2010 |
| Население | 716  | 997  | 1187 | 1263 | 1282 | 1301 | 1145 | 1369 | 1369 | 1115 | 817  |

## История
Няма данни за времето на възникване на селището. В землището на селото са открити останки от античен некропол и светилище в местността „Маркова стъпка“.
През римската епоха селището се нарича Спинопара.
В самото село при археологически разкопки са открити останки от антично и късноантично селище. При осъществяване на изкопите за строеж на читалищната сграда и при благоустройствени мероприятия са разкрити солидни основи на дълбочина от 1 метър. Градежът им е от блокове споени с хоросан. Изкопани са долиуми, тухли, керемиди, съдове от глина и различни битови материали. Оттук произхождат два жертвеника с гръцки надписи и оброчна плочка на Богинята майка (Хера, Кибела).
Според археолозите на това място е съществуало тържище (емпориум), което е обслужвало населението от тази област и е било управлявано от Пауталия. То се е намирало на пътя Сердика – Пауталия.
В двора на църквата е открита късноантична гробница, която се състои от гробна камера и преддверие. Камерата е почти четвъртита форма с размери 2,74 м на 2,70 м и височина 1,80 м. Преддверието е с првоъгълна форма с дължина 1,25 м и ширина 0,80 м. До пограбалната камера се стига през нисък вход и няколко каменни стъпала. Страните на входа са оформени от профилирани блокове, върху които лежи хоризонтална плоча. Стените, на височина до 0,60 м, са изградени от камък, а над тях започва свод от тухли. Измазани са с пласт хоросан, наситен със счукана керемида. На двете странични стени има по една ниша и легла за мъртвите. В гробницата са открити скелети, но не са намеренни данни за погребалния инвентар. Подът на камерата е застлан с квадратни тухли. По своя архитектурен тип гробницата принадлежи към сводовите гробници, градени в периода IV – V век.
На 1,5 км северозападно от селото, в местността Маркова стъпка, между шосето за с. Дворище и р. Струма през 60-те години на XX век, по време на оран, местните жители са открили каменни саркофази и гробове, изградени от тухли. Погребенията са извършени чрез трупополагане. Гробният инвентар е застъпен предимно с глинени съдове. Обстоятелството че тук са намерени няколко надписа, релеф на бог Митра, оброчна плочка на Тракийския конник дава основание на историците да предположат, че на това място е съществувало светилище. В наши дни на мястото са засадени овощни дървета и не личат културни останки.
В турски регистри селото се споменава като Коново (1570), Койнива, Коньово и Коньова (1576). В своите пътеписи (1836 – 1838) французинът Ами Буе го посочва като „Конево, Кониево, където пътят за Радомир пресича през брод Стримон“. В руска триверствова карта от 1878 г. е записано като Коньово.
През 1866 г. селото има 64 домакинства с 460 жители. Преди Освобождението селото брои 50 български и 40 турски къщи. Само 8 турски къщи били с постоянни жители – останалите турци живеели в Кюстендил. Земята била притежание на четири големи турски чифлика 7 Ибраимов, Пашов, Расимбегов и Февибегов.
В края на ХІХ век селото има 10 288 декара землище, от които 6193 дка ниви, 1695 дка гори, 1341 дка лозя, 583 дка естествени ливади, 511 дка овощни и зеленчукови градини и др., и се отглеждат 972 овце, 319 говеда и 58 коня. Основен поминък на селяните са земеделието (зърнени храни, овощарство, лозарство, тютюнопроизводство) и животновъдството. Развити са домашните занаяти, има 6 воденици и бакалница.
Селото има собствено училище от 1874 г., през 1880 г. е построена църквата „Преображение Господне“.
През 1915 г. е учредено Земеделско скотовъдно спестовно-заемно сдружение „Орач“. Открита е пощенска станция (1921), създадено е читалище „Светлина“ (1922), лекарски участък (1935), лятна детска градина (1936). През 1928 г. е образуван воден синдикат „Струма“, който построява помпена станция между селата Ръждавица и Шипочано. Селото е водоснабдено (1934) и електрифицирано (1939).
През 1956 г. е учредено ТКЗС „Обединение“, което от 1960 г. е център на Обединено ТКЗС „Димитър Благоев“ (включващо и Жабокрът с махалата Гирчевци, Копиловци, Дворище, Буново и Цървеняно), а от 1982 г. е център на АПК „Димитър Благоев“ – с. Коняво.
Изградени са 2 помпени станции за напояване (1952, 1962), нови стопански постройки, читалищен дом, административна сграда, магазини, детска градина, аптека, стадион и лятна къпалня (1960), лятно кино. Оформен е площад, повечето от улиците са благоустроени и асфалтирани, строят се нови модерни обществени и частни сгради.
В началото на XXI век в резултат на промените в страната след 1989 г. и засилената миграция, населението намалява. Перспективите за развитие на селото са свързани с развитието на овощарството и ловния туризъм.

## Религии
Село Коняво принадлежи в църковно-административно отношение към Софийска епархия, архиерейско наместничество Кюстендил. Населението изповядва източното православие.

## Обществени институции
- Кметство Коняво.
- Читалище „Светлина“ – действащо читалище, регистрирано под номер 2568 в Министерство на културата на Република България. Дейности: група за народни обичаи „Лазарки“; клуб „Млад приятел на книгата“; кръжок по народно творчество; библиотека с 12 742 тома.

## Исторически, културни и природни забележителности
- Църква „Преображение Господне“ (1880).
- Архитектурен паметник на загиналите руски воини в Руско-турската война.

## Икономика
До 1989 г. в черешовите насаждения на Коняво са произвеждани 60% от цялата черешова продукция на България за износ за прясна консумация. В селото има кариера за гранит, пътна фирма и бензиностанция.

## Редовни събития
- Събор на 18 август.

## Личности
Родени в Коняво
- Анастас Новев, български фотограф
- Никола Христов (1894-1950), български генерал
- Стоян Василиев, български революционер от ВМОРО, четник на Васил Аджаларски[4]

Починали в Коняво
- Коте Попстоянов (1845 – 1910), български революционер и просветен деец